# 尼納班巴區
6°39′00″S 78°47′15″W / 6.6500°S 78.7876°W
尼納班巴區（西班牙語：Distrito de Ninabamba），是秘魯的一個區，位於該國北部卡哈馬卡大區的聖克魯斯省，始建於1950年4月21日，面積60平方公里，海拔高度2,175米，2005年人口3,214，人口密度每平方公里54人。